# Христо Пончанов
Христо (Пончев) Пончанов (Чапоното) е български революционер, деец на Вътрешната македоно-одринска революционна организация.

## Биография
Христо Пончев е роден през 1849 година в град Енидже Вардар (Па̀зар), тогава в Османската империя. Остава неграмотен, а се занимава с градинарство. Междувременно се присъединява към ВМОРО.
След 1907 година няма сведения за живота и дейността му.